# علی صدر (کبودرآهنگ)
علی‌صدر، روستایی در دهستان علی‌صدر بخش گل‌تپه شهرستان کبودرآهنگ در استان همدان ایران است.

## جمعیت
بر پایه سرشماری عمومی نفوس و مسکن در سال ۱۳۹۵، جمعیت این روستا برابر با ۱٬۲۶۰ نفر (۳۵۶ خانوار) بوده‌است.